# Hermann Edlerawer
Hermann Edlerawer (* ca. 1395 in Mainz; † ca. 1458 in Wien) war ein in Wien tätiger Jurist und Komponist des ausgehenden Spätmittelalters.

## Leben
Hermann Edlerawer wurde in den letzten Jahren des 14. Jahrhunderts in Mainz geboren und war in der dortigen Diözese als Geistlicher tätig. Im Winter 1413/14 immatrikulierte er sich an der Universität Wien. Ab 1427 stand er in nicht näher bekannten Diensten Kaiser Sigismunds, der ihm ein Wappen verlieh, und des Erzherzogs Albrecht V. Zwischen 1439 und ca. 1444 war er Kantor des Stephansdoms und damit Leiter der dortigen Kirchenmusik.
Im weiteren Verlauf seines Lebens betätigte sich Edlerawer offenbar mehr als Jurist denn als Musiker. Er taucht in mehreren Dokumenten als Schöffe und Zeuge in Rechtsgeschäften auf. Für das Jahr 1445 ist eine Disputation zwischen ihm und dem späteren Papst Aeneas Sylvius Piccolomini in Beisein des Kaisers Friedrich III.belegt. Ab demselben Jahr war er als eine Art Botschafter der Stadt Wien tätig, 1447 war er Prokurator am kaiserlichen Gerichtshof. Spätestens 1450 hatte er geheiratet und stand in Diensten Ulrichs II. von Cilli. 1457 scheint er zum letzten Mal in Dokumenten auf, nämlich als Aufseher der Wache am Kärntnertor.

## Musikalisches Schaffen
Von Hermann Edlerawer sind insgesamt sieben Kompositionen im Codex St. Emmeram überliefert, die vermutlich während seiner Zeit als Kantor von St. Stephan entstanden sein dürften. Bis auf ein Rondeau sind alle Kompositionen geistlicher Natur. Edlerawer bediente sich meist relativ einfacher Kompositionstechniken, etwa des Fauxbourdons, den er häufiger verwendete als andere Komponisten jener Zeit. Sein elaborietestes Werk ist die Sequenz Lauda Sion Salvatorem, wo er Gebrauch von Contratenor, Paraphrasen, verschiedenen Taktmaßen und anderen Techniken macht. Musikhistorische Bedeutung hat er weniger aufgrund der Werke selbst, sondern aufgrund der relativ guten Quellenlage, die es erlaubt, den Lebensweg eines sehr frühen Komponisten recht gut nachzuzeichnen. Edlerawer ist der erste namentlich bekannte Komponist Wiens und unter den frühesten des deutschsprachigen Raumes.

### Überlieferte Werke
- Sequenz Verbum bonum et suave
- Antiphon Beata viscera
- Rondeau (ohne Text)
- Patrem dominicale
- Kyrie dominicale
- Sequenz Sancti spiritus
- Sequenz Lauda Sion salvatorem